# 西单冠山
西单冠山（日语：／ Nishihitokappu-yama，羅馬化：Vulkan Stokap）是择捉岛的火山，系单冠山一部，属北海道根室振兴局或萨哈林州库里尔斯克区。俄罗斯测定海拔1,634米，日本测定海拔1,629米。